# Doble techo
La figura de doble techo, dentro del Análisis gráfico de valores, es una figura de cambio de tendencia, y suele producirse al finalizar una fase alcista determinando un cambio de tendencia.
Para su formación el último máximo de cotización no debe alcanzar el nivel del anterior máximo obtenido, con un volumen de contratación inferior que indique un agotamiento de la tendencia del mercado, marcando posiciones de cambio. 
Solamente cuando se produce la ruptura del nivel de precios de la base se completa la figura de cambio de tendencia.
- Datos: Q5812150